# Jocurile Asiatice de iarnă din 2011
Jocurile Asiatice de iarnă din 2011 a reprezentat un eveniment multi-sportiv care a avut loc la Astana și Almatî, Kazahstan care a început pe 30 ianuarie 2011 și s-a încheiat pe 6 februarie 2011. A fost prima dată când Kazahstan a găzduit un eveniment de o asemenea amploare de la obținerea independenței față de Uniunea Sovietică. Kazahstanul a fost desemnată ca țară gazdă la Kuweit, pe 4 martie 2006.

## Infrastructură și finanțare

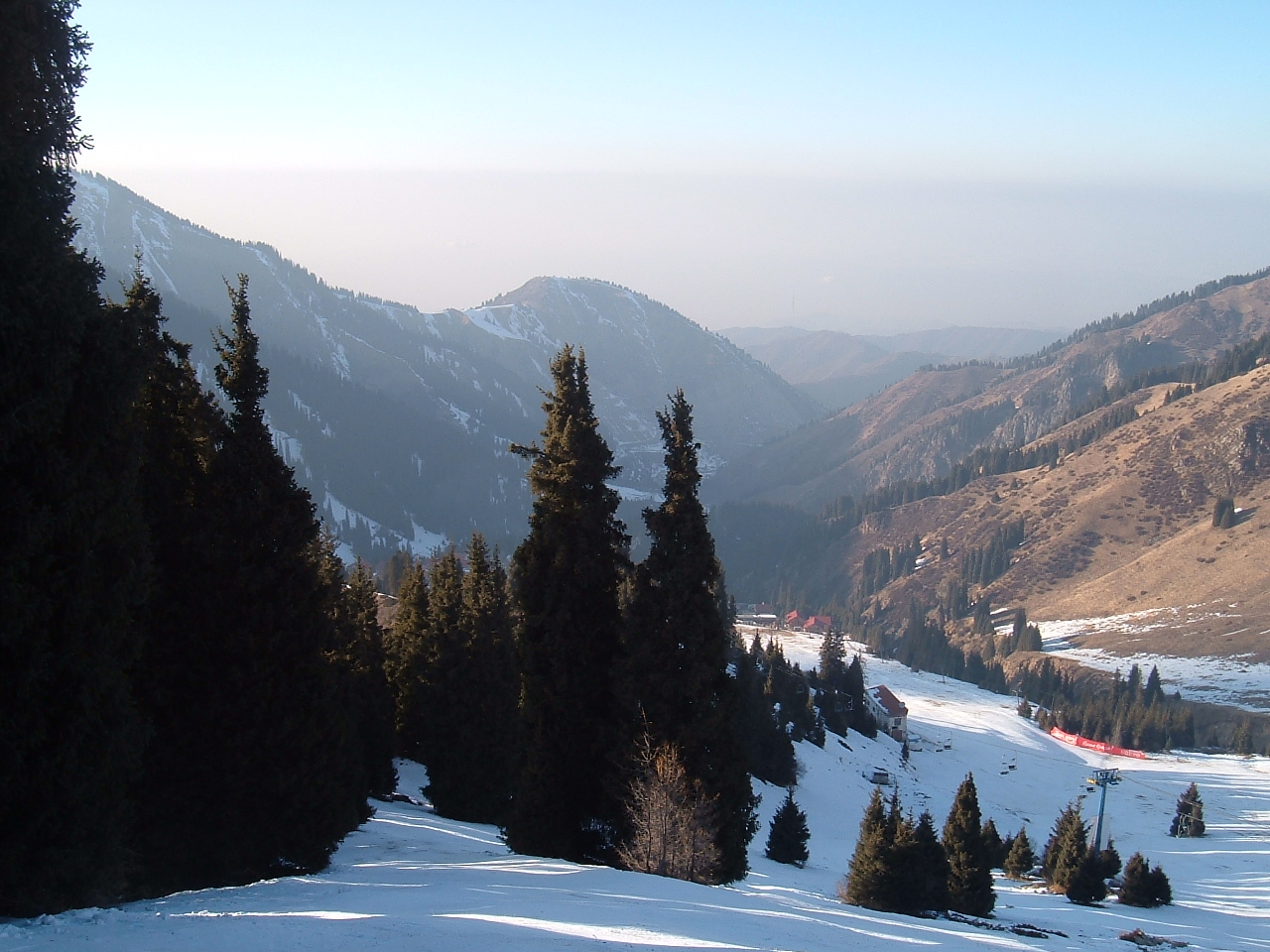
La Șîmbulak s-au ținut probele de schi

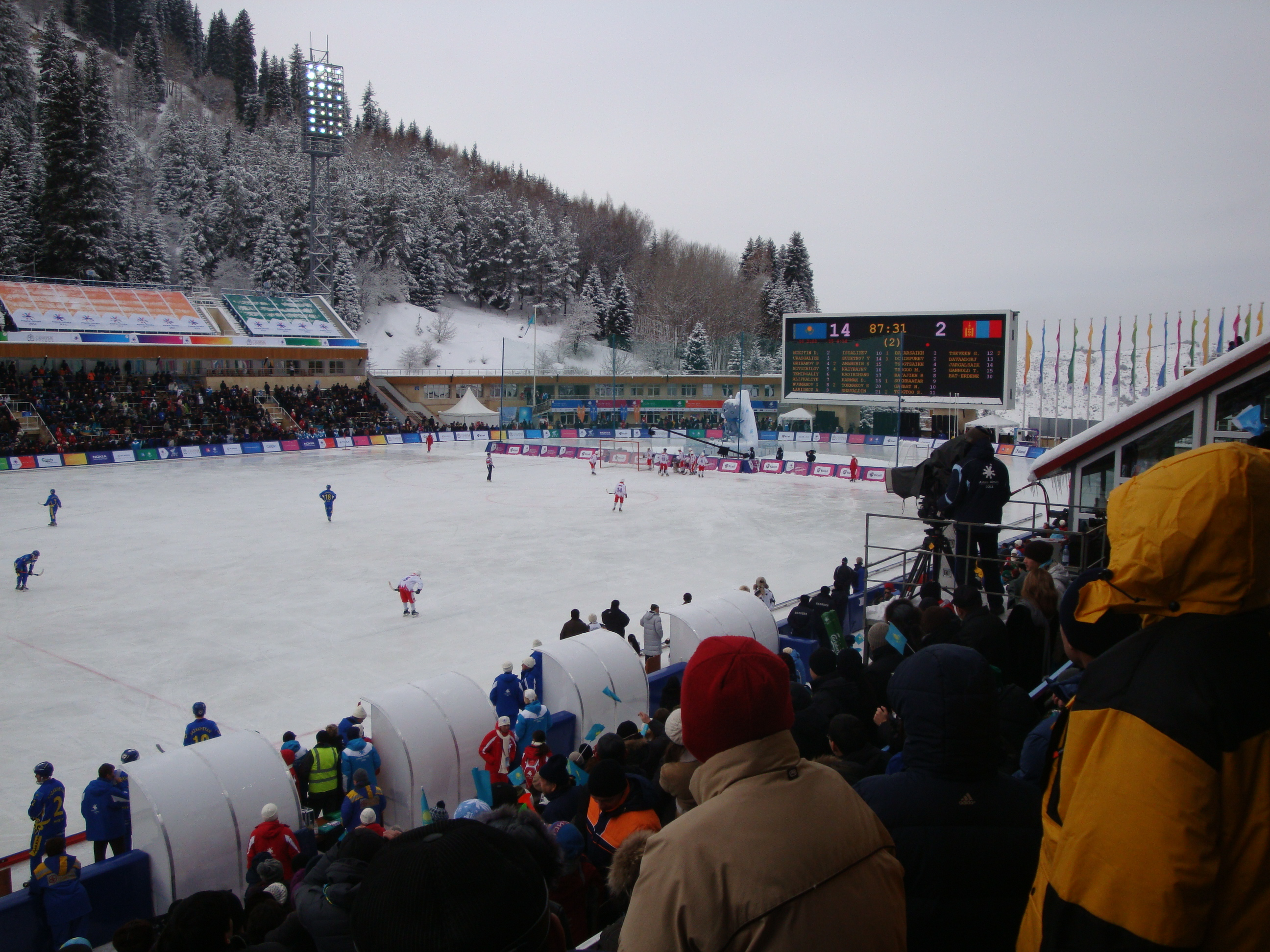
Patinoarul în aer liber Medeo în timpul finalei turneului de bandy

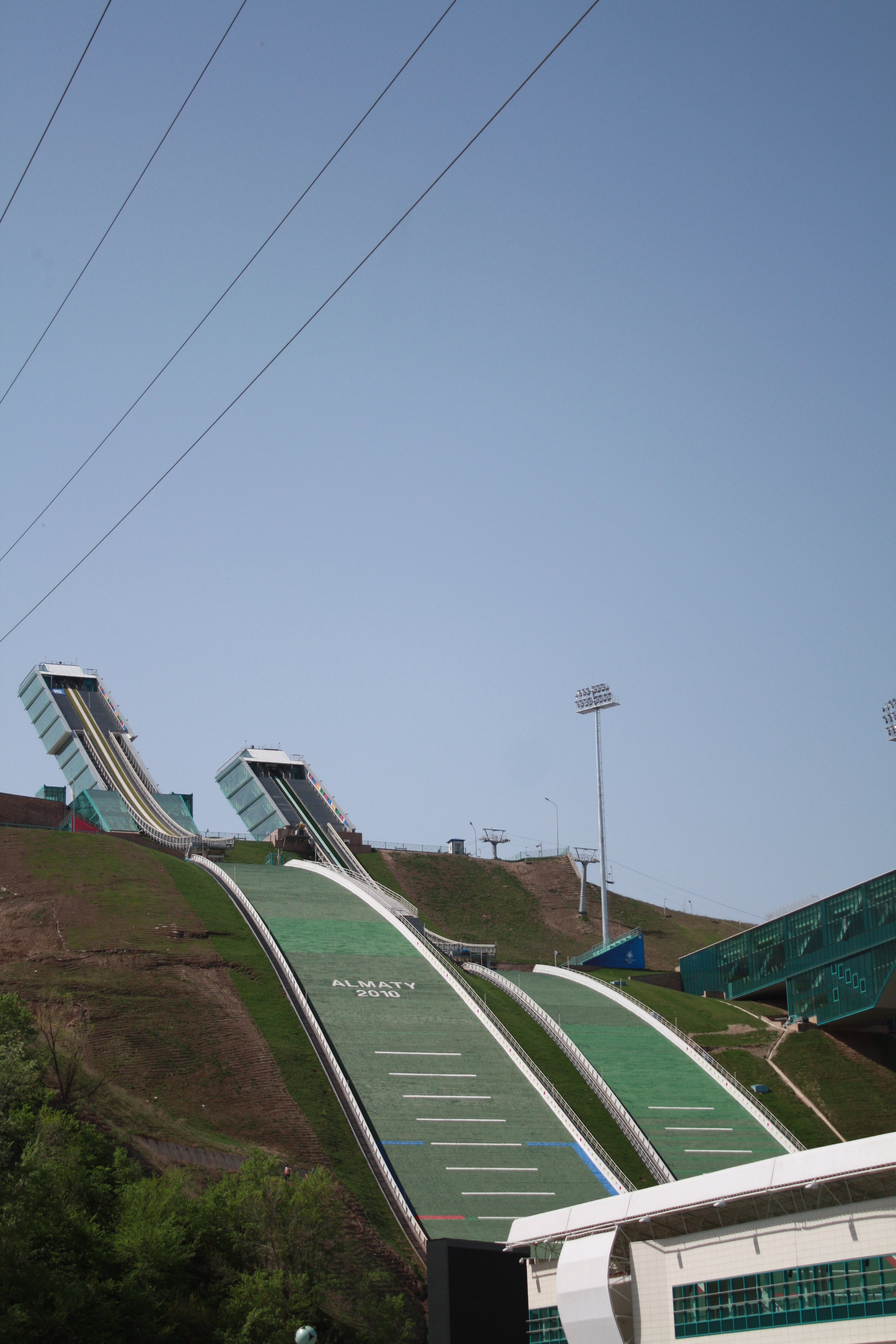
Pistele de sărituri din Almaty, construite pentru jocuri.

Primarul Astanei, Imangali Tasmagambetov, a anunțat construirea unei săli polivalente (Palat al sporturilor⁠(en)[traduceți]) multifuncționale, care se dorea a găzdui până la 15.000 de spectatori, a unui complex de sărituri cu schiurile, un stadion de biatlon, și a unui complex de locuri de cazare pentru sportivi pe durata jocurilor, pe modelul satelor olimpice.
Au fost modernizate mai multe stadioane deja existente, printre care Stadionul Central, Palatul Sporturilor B. Sholak, Patinoarul Medeo și stațiunea de schi Șîmbulak. Pârtia de schi a fost mărită de cinci ori, de la 5 km la 65 km. A fost planificată și construirea unei telegondole de la Patinoarul Medeo până la Stațiunea de Schi Șîmbulak, care trebuia să fie terminată în 2008, însă demararea construcției a fost amânată până în vara anului 2010, când timpul scurt rămas până la startul Jocurilor începuse să pună presiune pe organizatori. Patinoarul Medeo este un patinoar în aer liber situat în Munții Tian-Șan, la aproximativ 30 de minute de mers cu mașina.
Ministrul kazah al Sporturilor, Temirhan Dosmuhambetov, a menționat că cele de 726 de milioane de dolari folosite pentru construire și renovare au fost suportate de către bugetul de stat pentru anul 2008. Satul Olimpic, pe de altă parte, a fost finanțat de investitori privați. În total, Kazahstanul a cheltuit peste 1,4 miliarde de dolari pentru a pregăti zona în vederea găzduirii Jocurilor Asiatice.
Îmbunătățirile la Aeroportul Almatî au fost finalizate până în decembrie 2008. Milioane de KZT au fost alocați pentru principalele coridoare de transport, pasarele, centuri și investiții în metroul ușor care trece prin localitățile Talgar, Almatî și Kaskelen. Planul a inclus, de asemenea, achiziții de autobuze de pasageri în orașe, taxiuri, și, eventual, construirea unui metrou.
În Almatî a fost modernizată, de asemenea, și rețeaua de alimentare cu energie a stațiilor de transformare și a liniilor de transmisie. S-a recomandat și extinderea și reconstrucția sistemelor de încălzire. O parte din buget a fost dedicat amenajării mediului.

## Clasamentul pe medalii
Kazahstan a câștigat același număr de medalii de aur în prima zi de concurs ca în întreaga ediție a Jocurilor din 2007, situându-se pentru prima dată la finalul întrecerilor pe prima poziție a clasamentului de medalii. Iran și Kârgâzstan au câștigat primele lor la Jocurile Asiatice, Iran în orientare-schi și schi alpin și Kârgâzstan la bandy. Opt țări au câștigat medalii la această ediție, fiind și ediția cu cele mai multe țări medaliate de la Jocurile Asiatice de iarnă.
| Loc | Țară           | Aur | Argint | Bronz | Total |
| --- | -------------- | --- | ------ | ----- | ----- |
| 1   | Kazahstan      | 32  | 21     | 17    | 70    |
| 2   | Japonia        | 13  | 24     | 17    | 54    |
| 3   | Coreea de Sud  | 13  | 12     | 13    | 38    |
| 4   | China          | 11  | 10     | 14    | 35    |
| 5   | Mongolia       | 0   | 1      | 4     | 5     |
| 6   | Iran           | 0   | 1      | 2     | 3     |
| 7   | Kârgâzstan     | 0   | 0      | 1     | 1     |
| 7   | Coreea de Nord | 0   | 0      | 1     | 1     |

## Traseul torței
| Data           | Oraș        | Lungime | Numărul de purtători ai torței |
| -------------- | ----------- | ------- | ------------------------------ |
| 12 ianuarie    | Almatî      | 11.7 km | 80                             |
| 13 ianuarie    | Taraz       | 12 km   | 60                             |
| 14 ianuarie    | Șîmkent     |         |                                |
| 15 ianuarie    | Kîzîlorda   |         |                                |
| 16 ianuarie    | Aktau       |         |                                |
| 17 ianuarie    | Atîrau      |         |                                |
| 18 ianuarie    | Oral        |         |                                |
| 19 ianuarie    | Aktobe      |         |                                |
| 20 ianuarie    | Kostanai    |         |                                |
| 21 ianuarie    | Petropavl   |         |                                |
| 22-23 ianuarie | Kokșetau    |         |                                |
| 24 ianuarie    | Pavlodar    |         |                                |
| 25-26 ianuarie | Oskemen     |         |                                |
| 27 ianuarie    | Taldîkorgan |         |                                |
| 28-29 ianuarie | Karagandî   |         |                                |
| 30 ianuarie    | Astana      |         |                                |